# Hitomi Kawabata
Hitomi Kawabata (1 de maio de 1996) é uma jogadora de softbol japonesa, que joga na posição de interbase.

## Carreira
Kawabata compôs o elenco da Seleção Japonesa de Softbol Feminino nos Jogos Olímpicos de Verão de 2020 em Tóquio, onde se consagrou campeã com a conquista da medalha de ouro.